# Srikakulam
Srikakulam, autrefois connu sous le nom de Chicacole, est une ville située au nord-est de l'État de l'Andhra Pradesh en Inde.